# Pentodina peruviana
Pentodina peruviana är en skalbaggsart som beskrevs av S. Endrödi 1968. Pentodina peruviana ingår i släktet Pentodina och familjen Dynastidae. Inga underarter finns listade i Catalogue of Life.